# Buczyniec (Osada leśna)
Buczyniec (Osada leśna) (deutsch Buchwalde (Forst)) ist ein Ort in der polnischen Woiwodschaft Ermland-Masuren. Er gehört zur Gmina Rychliki (Landgemeinde Reichenbach) im Powiat Elbląski (Kreis Elbing).

## Geographische Lage
Buczyniec (Osada leśna) liegt im nördlichen Westen der Woiwodschaft Ermland-Masuren, elf Kilometer südwestlich der früheren Kreisstadt Preußisch Holland (polnisch Pasłęk) bzw. 23 Kilometer südöstlich der heutigen Kreismetropole Elbląg (deutsch Elbing).

## Geschichte
Die einstige Försterei Buchwalde gehörte zum gleichnamigen Dorf (heute polnisch Buczyniec) und lag nur 1 Kilometer in südöstlicher Richtung entfernt im Wald. Nach Fertigstellung des Oberländischen Kanals (polnisch Kanał Elbląski) wurde die auf der Kanalostseite gelegene Gleitende Ebene Nr. 1 (Buchwalde) (polnisch Buczyniec) ein – heute zur Gmina Pasłęk (Stadt-und-Land-Gemeinde Preußisch Holland) gehörender – Wohnplatz der Förstereisiedlung Buchwalde.
Die Försterei Buchwalde kam 1874 als Gutsbezirk Buchwalde, Forst zum neu errichteten Amtsbezirk Reichenbach (polnisch Rychliki) im ostpreußischen Kreis   Preußisch Holland, Regierungsbezirk Königsberg, dem auch das Dorf Buchwalde als Landgemeinde zugeordnet war. Im Jahre 1910 zählte der Forstgutsbezirk Buchwalde 24 Einwohner.
Am 30. September 1928 verlor der Forstgutsbezirk Buchwalde seine Eigenständigkeit und wurde in die Landgemeinde Buchwalde eingegliedert.
Aufgrund der Abtretung des gesamten südlichen Ostpreußen 1945 in Kriegsfolge an Polen, erhielt die Försterei Buchwalde – nun wieder eigenständig geworden – die polnische Namensform „Buczyniec (Osada leśna)“.  Die heutige Waldsiedlung jetzt ist eine Ortschaft innerhalb der Gmina Rychliki (Landgemeinde Reichenbach) im Powiat Elbląski (Kreis Elbing), von 1975 bis 1998 der Woiwodschaft Elbląg, seither der Woiwodschaft Ermland-Masuren zugeordnet.

## Religion
Der Gutsbezirk Buchwalde, Forst war bis 1945 in die evangelische Kirche Reichenbach (polnisch Rychliki) in der Kirchenprovinz Ostpreußen der Kirche der Altpreußischen Union eingegliedert, außerdem zur römisch-katholischen Pfarrei St. Josef in der Stadt Preußisch Holland (polnisch Pasłęk).
Heute gehört Buczyniec (Osada leśna) zur evangelischen St.-Georgs-Kirche Pasłęk (Preußisch Holland) sowie zur katholischen Pfarrkirche Rychliki (Reichenbach).

## Verkehr
Die Waldsiedlung Buczyniec (Osada leśna) ist vom Dorf Buczyniec aus auf einem Landweg erreichbar. Auch von der früheren Gleitenden Ebene Nr 1 (Buchwalde) und heute ebenfalls Buczyniec, aber auch Pochylnia Buczyniec genannten Siedlung in der Gmina Pasłęk kann man zu Buczyniec (Osada leśna) über Landwegverbindungen kommen. Eine Bahnanbindung besteht nicht.